# Уилсон, Генри (агент)
Генри Лерой Уилсон (англ. Henry Leroy Willson; род. 31 июля 1911 года, Лэнсдаун, Пенсильвания, США ― 2 ноября 1978 года, Вудленд-Хиллз, Лос-Анджелес, Калифорния, США) ― американский агент по поиску талантов в Голливуде, который сыграл значительную роль в популяризации так называемого «бифкейк-сумасшествия» в 1950-х годах.
Среди его клиентов были Рок Хадсон, Таб Хантер, Чад Эверетт, Роберт Вагнер, Ник Адамс, Гай Мэдисон, Кервин Мэттьюз, Трой Донахью, Майк Коннорс, Рори Кэлхун, Джон Сэксон, Йейл Саммерс, Клинт Уокер, Даг МакКлёр, Дэк Рэмбо, Тай Хардин и Джон Дерек.

## Ранняя жизнь
Уилсон родился в известной семье шоу-бизнеса в Лэнсдауне, штат Пенсильвания. Его отец, Гораций, был вице-президентом компании Columbia Phonograph и стал президентом в 1922 году. Уилсон близко общался со многими деятелями Бродвейского театра, оперы и водевиля. Среди друзей семьи, после переезда в престижный район Форест-Хилс в боро Куинс в Нью-Йорке, были Уилл Роджерс, Фанни Брайс и Фред Стоун.
Обеспокоенный увлечением своего сына степом, отец Уилсон записал Генри в Эшвиллскую школу в Северной Каролине, надеясь, что многочисленные командные виды спорта и суровые занятия на выходных, такие как скалолазание и пеший туризм, окажут положительное влияние на мальчика. Позже Генри поступил в Уэслианский университет в Мидлтауне, штат Коннектикут, и проводил выходные в Манхэттене, где писал еженедельные колонки сплетен для журнала Variety.

## Голливудские годы
В 1933 году Уилсон отправился в Голливуд на пароходе через Панамский канал. На борту он подружился с женой Бинга Кросби, Дикси Ли, которая познакомила его с голливудской элитой и устроила на работу в Photoplay, где была опубликована его первая статья о новорожденном Гэри Кросби. Он начал писать для The Hollywood Reporter и New Movie Magazine, стал младшим агентом в агентстве Joyce & Polimer, переехал в дом в Беверли-Хиллз, купленный его отцом, и стал завсегдатаем гей-баров на Сансет-Стрип, где ухаживал за молодыми людьми как по профессиональным, так и по личным причинам. Одним из его первых клиентов был Джуниор Даркин, чья карьера оборвалась, когда он погиб в автомобильной катастрофе 4 мая 1935 года.
Уилсон присоединился к агентству Зеппо Маркса, где представлял новичков Мардж Чэмпион, Джона Холла и Уильяма Т. Орра. В 1937 году он познакомился с Джулией Тёрнер, ученицей Голливудской старшей школы, которую переименовал в Лану Тёрнер и начал снимать в небольших ролях. В конечном итоге он представил её Мервину ЛеРою в Warner Bros. В 1943 году Дэвид О. Селзник нанял Уилсона для руководства отделом талантов своей недавно созданной компании Vanguard Pictures. Первым фильмом, который он спродюсировал, стала военная драма «С тех пор как вы ушли» (1944) с Клодетт Колберт, Дженнифер Джоунс и Ширли Темпл. В фильме также снимались Гай Мэдисон, Крэйг Стивенс и Джон Дерек (под псевдонимом Дэр Харрис) в небольших ролях.
В конце концов Уилсон открыл собственное агентство по подбору талантов, где он заботился о карьере своих молодых подопечных, часто принуждая их к сексуальным отношениям в обмен на рекламу и роли в кино. В своей книге «Отсеян: Игра геев в Голливуде от Эдисона до Стоунуолла» Ричард Барриос пишет: «Агент по подбору талантов Генри Уилсон... у него был исключительный талант находить и переименовывать молодых актеров, чья внешняя привлекательность превосходила любой недостаток способностей. Под его руководством Роберт Мозли стал Гаем Мэдисоном, Орисон Уиппл Хангерфорд-младший был переименован в Тая Хардина, Артур Гелиен был заменен на Таб Хантер, а Рой Шерер превратился в Рока Хадсона. Этот проект был настолько успешным, а ориентация Уилсона получила такое широкое признание, что часто считалось, и часто ошибочно, что все его клиенты были геями. В своей книге «Наташа: биография Натали Вуд» Сюзанна Финстад подтверждает, что «некоторые из потенциальных актеров, которых представлял Уилсон, были гетеросексуалами, но непропорционально большое количество были гомосексуалистами, бисексуалами или «сотрудничали» с Уилсоном «для получения работы», по наблюдениям коллеги Натали Вуд по фильму, Бобби Хайатт. «Если молодой красивый актер нанимал Генри Уилсона в качестве агента, «считалось, что он гей, как будто это было написано у него на лбу», — вспоминает Энн Доран, одна из немногих клиенток-женщин Уилсона».
Его самым известным клиентом был Рок Хадсон, которого он превратил из неуклюжего, наивного водителя грузовика по имени Рой Шерер, родившегося в Чикаго, в одного из самых популярных актеров Голливуда. Они работали в одной команде до 1966 года. В 1955 году журнал Confidential пригрозил опубликовать разоблачительную статью о тайной гомосексуальной жизни Хадсона, и Уилсон раскрыл информацию о годах тюремного заключения Рори Кэлхуна и аресте Таба Хантера на гей-вечеринке в 1950 году в обмен на то, что таблоид не напечатает историю Хадсона. По настоянию своего агента Хадсон женился на секретарше Уилсона Филлис Гейтс, чтобы развеять слухи и сохранить имидж мачо, но через три года их союз распался.
В 2017 году Тони Тарантино, актёр и отец Квентина Тарантино, в интервью рассказал, что в 1960 году, когда ему было 20 лет, Уилсон предложил ему актёрские возможности и «роскошный образ жизни» в обмен на секс, но он отказался и ударил Уилсона по лицу. После этого, по словам Тарантино, его уволили из западного телесериала «Театр Зейна Грея» и ему пришлось использовать другое сценическое имя для получения актёрских работ.

## Поздние годы и смерть
В последние годы жизни Уилсон боролся с наркотической зависимостью, алкоголизмом, паранойей и проблемами с весом. Когда его собственная гомосексуальность стала общеизвестной, многие из его клиентов, как геев, так и гетеросексуалов, дистанцировались от него из страха быть заклейменными по тому же признаку.
В 1978 году безработный и обнищавший агент переехал в Motion Picture & Television Country House and Hospital, где и скончался от цирроза печени. Ему было 67 лет.
Не имея средств на оплату надгробного камня, он был похоронен в безымянной могиле на Кладбище Мемориального парка «Вальхалла» в Северном Голливуде, штат Калифорния. В конце концов на его могиле был установлен надгробный камень с эпитафией «Звезда — создатель звезд».

## В популярной культуре
Уилсона сыграл Джим Парсонс в мини-сериале Netflix «Голливуд» 2020 года, в котором альтернативно представлен Голливуд после Второй мировой войны.